# Muškat otonel
Muškat otonel je bela sorta vinske trte in istoimensko vino, ki izvira iz Francije. Sorta spada v družino muškatov, leta 1852 jo je iz pešk vzgojil Moreau-Robert. Vino sladko in spada tako kakovostni kot vrhunski razred. Je raritetno in po svetu ni zelo razširjeno. Primerno je kot desertno vino. 